# Timo Meškank
Timo Meškank (ˈtimɔ ˈmɛʃkaŋk; * 4. Februar 1965 in Dresden) ist ein sorbischer Sprachwissenschaftler und Historiker, der am Institut für Sorabistik der Universität Leipzig als Privatdozent lehrt.

## Leben
Nach seiner Schulzeit von 1971 bis 1979 an Leipziger Schulen besuchte Meškank anschließend die Sorbische Erweiterte Oberschule in Bautzen, wo er 1983 sein Abitur ablegte. Nach dem Grundwehrdienst studierte er von 1985 bis 1989 Bauingenieurswesen an der Technischen Universität Dresden. 1988–1990 war er Redakteur der sorbischen Studentenzeitung Serbski student. 1989/90 absolvierte er ein halbjähriges Praktikum beim Domowina-Verlag in Bautzen.
Als Stipendiat der Konrad-Adenauer-Stiftung studierte Meškank von 1990 bis 1996 an der Universität Leipzig Sorabistik und Geschichte zum Magister Artium, unterbrochen von einem Aufenthalt 1992/1993 an der Karls-Universität in Prag im Rahmen des Deutschen Akademischen Austauschdienstes, wo er Sorabistik und Bohemistik belegte.
Nach Arbeitsaufenthalten in Bautzen, Prag und Warschau wurde er im Jahr 2000 an der Humboldt-Universität zu Berlin mit der Arbeit Kultur besteht – Reich vergeht: Tschechen und Sorben (Wenden) 1914–1945 zum Doktor der Philosophie (Dr. phil.) promoviert.
Seit 2000 arbeitet Meškank an der Universität Leipzig. Seine Forschungsgebiete sind hier die sorbische Sprache der Gegenwart sowie die sorbische Zeitgeschichte. Im Rahmen des Projektes Sorbische Intellektuelle im Blick der Staatssicherheit befasst er sich systematisch mit dem Verhältnis des Ministeriums für Staatssicherheit zu den Sorben.
2008 habilitierte er sich mit der Schrift Aussagenstruktur im Sorbischen: Untersuchungen zur Syntax und Satzsemantik (Verlag Dr. Kovac).
Neben seiner wissenschaftlichen Arbeit schreibt er auch sorbische Belletristik und Lyrik. Seit 2007 ist er Mitglied des Exil-P.E.N., dessen Präsidium er angehört.
Timo Meškank wohnt in Leipzig.

## Werke (Auswahl)
- Rěč je hrajka (1992)
- Kostka w ręku (1997)
- Retrogradny słownik hornjoserbskeje rěče (2001)
- Aussagenstruktur im Sorbischen: Untersuchungen zur Syntax und Satzsemantik (2009)
- Kultura w słužbje totalitarneho režima (2011)
- Wjelki jědu (Herausgeber, 2013)
- Instrumentalisierung einer Kultur (2014)
- Prawopisny słownik hornjoserbskeje rěče. Hornjoserbsko-němski słownik / Obersorbisch-deutsches Wörterbuch (Bearbeiter, 2014)
- Sorben im Blick der Staatssicherheit (2016)